# محوطه ورئاو (بان چم)
محوطه ورئاو (بان چم) مربوط به سده‌های میانه دوران‌های تاریخی پس از اسلام است و در شهرستان بیجار، بخش چنگ الماس، روستای کنامار واقع شده و این اثر در تاریخ ۱۰ دی ۱۳۸۱ با شمارهٔ ثبت ۶۸۱۶ به‌عنوان یکی از آثار ملی ایران به ثبت رسیده است.